# Nowiki (podrodzina ssaków)
Nowiki (Neotominae) – rozległa, licząca ponad sto gatunków podrodzina ssaków z rodziny chomikowatych (Cricetidae). 

## Zasięg występowania
Podrodzina obejmuje gatunki zasiedlające tereny Ameryki Południowej i Ameryki Północnej.

## Systematyka
Układ filogenetyczny podrodziny Neotominae jest dyskutowany przez naukowców. Według Mammal Diversity Database do podrodziny należą następujące plemiona: 
- Neotomini Merriam, 1894
- Ochrotomyini Musser & Carleton, 2005 – jedynym przedstawicielem jest Ochrotomys nuttalli (Harlan, 1832) – złotomysz amerykańska
- Baiomyini Musser & Carleton, 2005
- Reithrodontomyini Vorontsov, 1959
- Onychomyini Kelly, R.A. Martin, Ronez, Cañón & Pardiñas, 2022
- Peromyscini Cockerell & Printz, 1914

Opisano również rodzaje wymarłe o niepewnej pozycji systematycznej i nie sklasyfikowane w żadnym z powyższych plemion:
- Antecalomys Korth, 1998[6]
- Basirepomys Korth & DeBlieux, 2010[7]
- Lindsaymys Kelly & Whistler, 2014[8] – jedynym przedstawicielem był Lindsaymys takeuchii Kelly & Whistler, 2014
- Paronychomys Jacobs, 1977[9]